# Karaganda
Karaganda ili Karagandi (kaz. Қарағанды, rus. Караганда) je grad u Kazahstanu u Karagandinskoj oblasti, sjedište istoimene biskupije. Prema procjeni iz 2010., u gradu je živjelo 472 957 stanovnika. Po tome je Karaganda četvrti najbrojniji grad zemlje.
Ime grada potječe od grmlja kargana (Caragana arborescens, Caragana frutex) koje je često u ovom kraju.
Krajem 19. stoljeća, ovdje je počela eksploatacija ugljena. Karagandi je nastao u 20. stoljeću kao grad za oko 300,000 stanovnika po planovima sovjetskog rukovodstva. Projektirao ga je arhitekt i urbanist Aleksandar Ivanovič Kuznjecov. Ovdje su deportirani mnogi osuđenici, jer je grad bio jedan od glavnih gulaga. U doba Drugog svjetskog rata do 70% gradskog stanovništva bili su Volški Nijemci. Oni su kolektivno preseljeni u Sibir i Kazahstan po Staljinovom naređenju. Grad se od 1971. opskrbljuje vodom iz kanala Irtiš-Karaganda. U rujnu 2012. otvorena je i posvećena Katedrala Gospe Fatimske, za novu biskupijsku prvostolnicu, zamijenivši tako manju Katedralu sv. Josipa.

## Klima
Klima u Karagandi je krajnje kontinentska, s oštrim zimama, vrućim ljetima i umjerenim godišnjim padalinama.
Najniža zabilježena temperatura iznosila je − 42.9 °C (1938.).

## Stanovništvo
Prema procjeni, u gradu je 2010. živjelo 472 957 stanovnika.
Po podacima iz 2010., etnički sastav stanovništva je: Rusi — 214 969 (50,57 %), Kazaci — 171 038 (36,25 %), Ukrajinci — 22 631 (4,80 %), Nijemci — 15 607 (3,31 %), Tatari 14 395 (3,05 %).